# Інтханон
Інтханон, Доїнтанон, Дой-Інтанон (тай. ดอยอินทนนท์) — гора в провінції Чіангмай, найвища точка Таїланду. Геологічно це верхня еродована частина гранітного батоліту. Висота над рівнем моря — 2559 м за іншими даними — 2565 м.
Гора раніше була відома як Дойлуанг, але пізніше перейменована на честь правителя королівства Ланна, останки якого поховані в горі.
У 1954 році на території біля гори для збереження лісів і фауни був створений національний парк, площу якого в 1972 і 1975 рр. розширювали (до 482,40 км²).
На честь 60-річчя короля і його дружини в 1987 і 1992 рр. на схилах гори було побудовано два храми.
На горі знаходиться Таїландська національна обсерваторія.
До вершини можна дістатися по автодорозі, що пролягає серед водоспадів.